# Membrane périsymbiotique

Schéma du derme oral d'un polype.

La membrane périsymbiotique est chez les coraux une membrane se trouvant à l'intérieur de cellules de l'endoderme et hébergeant des algues symbiotiques dénommées zooxanthelles .